# روبي كوبر
روبي كوبر (بالإنجليزية: Robbie Cooper)‏ هو مصور بريطاني، ولد في 1969.